# Fantasy-Jahr 2009
Übersicht

◄◄ | ◄ | 2005 | 2006 | 2007 | 2008 | Fantasy-Jahr 2009 | 2010 | 2011 | 2012 | 2013 | ► | ►►

Weitere Ereignisse

## Ereignisse
- 23. Fantasy Filmfest im August und September für jeweils eine Woche in den Städten Hamburg, Berlin, Köln, Frankfurt, Stuttgart, München und Nürnberg